# CHOKKAKU
CHOKKAKU（チョッカク、1961年3月30日 - ）は、日本の編曲家、作曲家、音楽プロデューサー、ギタリスト、キーボーディスト。旧名は島田 直角で、本名は島田直。島田"CHOKKAKU"直と表記されたこともある。広島県出身。広島修道大学商学部経営学科出身。

## 人物
1985年、広島修道大学の後輩たちと結成した「NUT'S」で、第30回ヤマハポピュラーソングコンテストつま恋本選会に出場。
1987年、長原裕三（第31回ヤマハポピュラーソングコンテストつま恋本選会グランプリ）らとバンド・FLEXを結成。バンドエクスプロージョン世界大会に出場。1990年にミディからメジャー・デビュー。
解散後は主に編曲家、音楽プロデューサーとして活動。自身の編曲にはエレクトリック・ギターをメインに使用しているが、打ち込み編曲のためにキーボードをはじめ、他楽器の演奏もこなすマルチプレイヤーである。同じく音楽プロデューサーの松隈ケンタは弟子。

## 提供作品
秋山久美
- 「遅れて来た勇者たち」（編曲）
- 「三度目の夏 〜ラスト・チャンス〜 (New Version)」（編曲）

麻生かほ里
- 「Zephyrs's」（編曲）

安蘭けい
- 「THE ROSE」（編曲）
- 「優秋」（編曲）
- 「あなただけが GEU DAE MANI」（編曲）
- 「Blues Requiem」（編曲）
- 「La Vie en Rose」（編曲）
- 「砂漠の花」（編曲）
- 「Flower F」（編曲）
- 「World Is Beautiful」（編曲）
- 「My Memory」（編曲）
- 「ひとかけらの勇気 (A PIECE OF COURAGE)」（編曲）

イクシード
- 「あの日の空」（編曲）

石井竜也
- 「DANCE IN LOVE」（編曲）
- 「夢の恋は」（編曲）
- 「アクセス」（編曲）

磯崎健史
- 「少年よ少女を抱け」（編曲）
- 「完璧な恋に堕ちなさい」（編曲）
- 「歩道橋スパークタイム」（編曲）

伊藤由奈 × セリーヌ・ディオン
- 「あなたがいる限り 〜A WORLD TO BELIEVE IN〜」（編曲）

稲垣潤一
- 「大人の夏景色」（編曲）

上戸彩
- 「Breath of My Heart」（編曲）
- 「右胸のフェアリー」（編曲）

宇都宮隆
- 「Butterfly」（作曲・編曲）

Allies
- 「WEEK END」（編曲）
- 「アビリ」（編曲）
- 「listen up」（編曲）
- 「TOKYO」（編曲）

AKB48グループ
- AKB48
  - 「ロマンス、イラネ」（編曲）
  - 「Baby! Baby! Baby!」（編曲）

- ノースリーブス
  - 「尺が欲しい」（編曲）

及川光博
- 「バラ色の人生」（編曲）
- 「Song for you 〜コズミック☆ハネムーン〜」（編曲）
- 「ヴィーナス」（編曲）
- 「GO AHEAD!!」（編曲）

イチゴ大福（松本裕見子・沖繁義・ユミコ）
- 「キッチンと恋しよう」

Kylee
- 「キミがいるから」（編曲）
- 「missing」（編曲）
- 「NEVER GIVE UP!」（編曲）
- 「未来」（編曲）
- 「大好きなのに」（編曲）
- 「Anywhere」（共作曲・編曲）（作曲はヒロイズムと共作）

kagrra,
- 「うたかた」（編曲）
- 「風」（編曲）
- 「雫」（編曲）

キャプテンストライダム
- 「ブギーナイト・フィーバー」（キャプテンストライダムと共編曲）

久宝留理子
- 「ONE 〜ひとり歩き〜」（編曲）
- 「Tokyo」（編曲）
- 「二人なら」（編曲）
- 「雨模様」（編曲）
- 「あのとき」（編曲）

Club Prince
- 「真夏のアッチッチ〜ノ!」（編曲）

CHEMISTRY
- CHEMISTRY
  - 「空の奇跡」（編曲）
  - 「最期の川」（編曲）
- 川畑要
  - 「Breakthrough」（鷺巣詩郎、挾間美帆と共編曲）

欅坂46
- 「ボブディランは返さない」（編曲）

小泉恒平
- 「secret sorrow」（編曲）

小柳ゆき
- 「Last Dance」（編曲）

佐田真由美
- 「pray」（編曲）
- 「discovery」（編曲）
- 「freedom」（編曲）
- 「crossroads」（編曲）
- 「kiseki」（編曲）

猿岩石
- 「オエオエオ!」（編曲）
- 「Christmas」（編曲）
- 「昨日までの君を抱きしめて」（編曲）

CNBLUE
- 「Truth」（編曲）

篠原涼子
- 「ダメ!」（編曲）
- 「平凡なハッピーじゃ物足りない」（編曲）
- 「しあわせはそばにある」（編曲）

柴咲コウ
- 「いくつかの空」（編曲）
- 「深愛」（編曲）
- 「かげろう」（編曲）
- 「哀しみを許して」（編曲）
- 「シフォンブルーのカーテン」 （編曲）
- 「Fantasista」（編曲）
- 「忘却」（編曲）

島谷ひとみ
- 「白い蝶のサンバ」（編曲）

私立恵比寿中学
- 「スーパーヒーロー」（編曲・プログラミング・ギター）

Janne Da Arc
- 「餓えた太陽」（Janne Da Arcと共編曲）
- 「MEDICAL BODY」（Janne Da Arcと共編曲）

Sugar
- 「LOVEACCELE」（編曲）

少年カミカゼ
- 「WINDER 〜ボクハココニイル〜」（編曲）
- 「S.O.S アイデンティティ」（少年カミカゼと共編曲）

JUJU
- 「ナツノハナ」（編曲）
- 「Wish for snow」（作曲・編曲）
- 「どんなに遠くても...」（編曲）
- 「Open Your Heart 〜素顔のままで〜」（編曲）
- 「Wonderful Life」（作曲・編曲）
- 「ガーベラの花」（編曲）
- 「つつみ込むように…」（編曲）

SILVA
- 「sweet obsession」（編曲）
- 「ヴァージンキラー」（編曲）
- 「Arcadia」（SILVA、高尾直樹と共編曲）
- 「Phone」（編曲）
- 「Mothership」（編曲）
- 「My name is Silva 〜Welcome to the Party〜」（編曲）
- 「reality」（編曲）

Superfly
- 「Sweetest Music」（編曲）

ZONE
- 「GOOD DAYS」（編曲）
- 「fortune」（編曲）

大国男児
- 「MAGIC」（編曲）
- 「Love Parade」（編曲）

貴水博之
- 「I & I」（編曲）
- 「教えて」（編曲）
- 「LABYRINTH 〜ラビリンス〜」（編曲）

玉木宏
- 「踊ろうよ」（編曲・ギター・アコースティックギター）
- 「Start of Life」（編曲）
- 「大切な場所」（編曲）

チームしゃちほこ
- 「Wow Oh! Oh!」（編曲）

DEEN
- 「ダイヤモンド」（編曲）
- 「Memories」（編曲）
- 「大切な場所」（編曲）

東京パフォーマンスドール
- 「SEVEN BOWS 〜休日の虹たち〜」（編曲）
- 「24 hours」（作曲・編曲）

Dream
- 「sincerely (AQUA MIX)」（リミックス）

中島美嘉
- 「TRUE EYES」（編曲）
- 「Carrot & Whip」（編曲・ピアノ）
- 「LØVE NO CRY」（編曲）

中西保志
- 「ずっとはなさない」（作曲）

野水いおり
- 「Black † White」（編曲・キーボード）
- 「D.O.B.」（編曲）

初音
- 「恋に出逢った夏」（編曲）
- 「ヒトリ咲く頃」（編曲）
- 「アカイ糸」（編曲）
- 「キミだけが」（編曲）
- 「また逢いたい」（編曲）
- 「エスケープ」（編曲）
- 「伝えたいことば」（編曲）

PaniCrew
- 「ココロランニング 〜僕達がキスをする理由〜」（編曲）

浜崎あゆみ
- 「NEVER EVER」（編曲・ギター・キーボード）

福山芳樹
- 「Go Tight! 熱輝合体Ver.」（編曲）
- 「創聖のアクエリオン 熱輝合体Ver.」（編曲）

藤井隆
- 「未確認飛行体」（編曲）
- 「究極キュート」（編曲）
- 「リラックス」（編曲）
- 「代官山エレジー」（編曲）

フジファブリック
- 「Girl! Girl! Girl!」（フジファブリックと共編曲）

BRIGHT
- 「恋心」（編曲）

Flower
- 「やさしさで溢れるように」

深田恭子
- 「午前4時の向こう側」（編曲）

BOYSTYLE
- 「Boys be Stylish!」（編曲）
- 「正義の恋」（編曲）
- 「風になって 空になって」（編曲）

BOYFRIEND
- 「My Avatar」（編曲）
- 「Brand New Day」（編曲）
- 「Keep on lovin' you」（編曲）

星村麻衣
- 「Merry Go Round」（編曲）

真心ブラザーズ
- 「ENDLESS SUMMER NUDE」（編曲）
- 「Dear, Summer Friend」（編曲）
- 「きみとぼく」（編曲）
- 「胸を張れ」（編曲）

MAX
- 「Lovin' All Night」（編曲）

松下優也
- 「Crazy Funky Holiday」（編曲）

松田弘
- 「ふたり」（編曲）

松本梨香
- 「めざせポケモンマスター 2001」（編曲）

MISIA
- 「LUV PARADE」（編曲・ギター・キーボード）

観月ありさ
- 「女神の舞（FU FHA HA H"AA MIX)」（リミックス）

水野愛日
- 「乙女の心意気」（作曲・編曲）
- 「マケルモンカ」（編曲）
- 「抱きしめたい」（編曲）

三波春夫
- 「ジャン・ナイト・じゃん」（作曲・編曲）

May'n
- 「シンジテミル」（鷺巣詩郎と共編曲・ギター・ベース・キーボード）
- 「Brain Diver」（編曲・サウンドプロデュース・キーボード）
- 「Run Real Run」（編曲・サウンドプロデュース・ギター）
- 「ViViD」（編曲・サウンドプロデュース・ギター）
- 「Welcome To My FanClub’s Night! -Styles ver.-」（鷺巣詩郎と共編曲）
- 「もしも君が願うのなら」（鷺巣詩郎と共編曲・ギター・ベース・キーボード）
- 「Phonic Nation」（鷺巣詩郎と共編曲・ギター・ベース・キーボード）
- 「決意の朝」（編曲・サウンドプロデュース・ギター）
- 「娘々FIRE!! 〜突撃プラネットエクスプロージョン」（編曲）

山崎育三郎
- 「裸のきみを見せて」（編曲）

山猿
- 「3090〜愛のうた〜」（補編曲）

やなぎなぎ
- 「瞑目の彼方」（鷺巣詩郎と共編曲）

遊助
- 「ライオン」（ストリングスアレンジ）
- 「遅刻のうた」（編曲）
- 「ESCAPE 遊turing 成田誠」（ストリングスアレンジ）
- 「ひと」（菅谷豊と共編曲）
- 「レインボー」（編曲）
- 「雄叫び」（ストリングスアレンジ）
- 「卒業生より」（作曲・編曲）
- 「V」（編曲）
- 「Propose」（荒木佑介と共編曲）
- 「船上の音楽団 遊turing Heartbeat」（共作曲・編曲）（作曲はHeartbeat、遊助と共作）
- 「レインボー」（編曲）

夢みるアドレセンス
- 「おしえてシュレディンガー」（編曲）

米倉千尋
- 「未来の二人に」（編曲）

Lastier
- 「SEEDS style 2000」（Lastierと共編曲）
- 「is the END」（Lastierと共編曲）

Love
- 「Two Hearts」（編曲）

RAM WIRE
- 「歩み」（編曲）
- 「何度も」（編曲）

L'Arc〜en〜Ciel
- 「虹」（共編曲・ストリングスアレンジ）（編曲はL'Arc〜en〜Cielと共作）
- 「TIME SLIP」（共編曲・プログラミング・キーボード）（編曲はL'Arc〜en〜Cielと共作）

Re:Japan
- 「明日があるさ」（編曲）
- 「見上げてごらん夜の星を」（編曲）

RYTHEM
- 「ハルモニア」（編曲）
- 「てんきゅっ」（編曲）
- 「万華鏡キラキラ」（編曲）
- 「ラプンツェル」（編曲）
- 「ホウキ雲」（編曲）
- 「名を持つ人へ」（編曲）
- 「三日月ラプソディー」（編曲）
- 「20粒のココロ」（編曲）
- 「Dear Friend」（編曲）
- 「ココロビーダマ」（編曲）
- 「ピカソの休日」（編曲）
- 「風船雲」（編曲）
- 「Circulate」（編曲）
- 「フラミンゴ」（編曲）
- 「気球が虹を越えた日」（編曲）
- 「デイ・ドリーム・ビリーバー」（編曲）

Little Glee Monster
- 「かかげた空へ」（編曲）

リュ・シウォン
- 「シングルベッド」（編曲）

√5
- 「三日月姫」（編曲）

ONE☆DRAFT
- 「フルサト」（編曲）
- 「ラヴソング」（編曲）
- 「一歩一歩 〜終わりなき道しるべ〜」（編曲）
- 「LOST」（編曲）
- 「青春の雨」（編曲）
- 「アイヲクダサイ」（編曲）
- 「二人（そら）」（編曲）
- 「ワンダフルデイズ」（編曲）
- 「巣立ち」（編曲）
- 「誓い」（ストリングスアレンジ）
- 「もういいかい」（編曲）

### ジャニーズ事務所関連
- 近藤真彦
  - 「情熱ナミダ」（編曲）

- SMAP
  - 「負けるなBaby! 〜Never give up」（編曲）
  - 「君色思い」（編曲）
  - 「忘れないでよ」（編曲）
  - 「どうしても君がいい」（編曲）
  - 「$10」（編曲）
  - 「オリジナル スマイル」（編曲）
  - 「僕の自転車の後ろに乗りなよ」（作曲・編曲）
  - 「しようよ」（編曲）
  - 「この街で今も君は」（編曲）
  - 「胸さわぎを頼むよ」（編曲）
  - 「まったくもう」（編曲）
  - 「急がば回れ」（編曲）
  - 「青いイナズマ」（編曲）
  - 「真夏の夜は振り向いてはダメなのさ」（編曲）
  - 「SHAKE」（編曲）
  - 「Fool On The Hill」（編曲）
  - 「まぁいいか」（編曲）
  - 「夜空ノムコウ」（編曲）
  - 「リンゴジュース」（編曲）
  - 「朝日を見に行こうよ」（編曲）
  - 「ココカラ」（編曲）
  - 「Living in the Jungle」（編曲）
  - 「Part Time Kiss」（編曲）
  - 「Happy Birthday」（編曲）
  - 「二人のLove Train」（作曲・編曲）
  - 「ポケットに青春のFun Fun Fun」（作曲・編曲）
  - 「永遠に抱きしめたい」（編曲）
  - 「日曜日のアニキの役」（編曲）
  - 「こんなに僕を切なくさせてるのに」（編曲）
  - 「失くしたり見つけたりのEvery Day」（編曲）
  - 「いつだって愛し過ぎてしまう」（編曲）
  - 「M・A・S・H」（編曲）
  - 「それが痛みでも」（編曲）
  - 「僕の冷蔵庫」（作曲・編曲）
  - 「ルーズなMorning」（編曲・ギター）
  - 「それが僕の答え」（編曲）
  - 「Theme of 007 (James Bond Theme)」（編曲）
  - 「Theme of 008 piano sonata no.8」（編曲）
  - 「お茶でもどうかな?」（編曲）
  - 「恋にうつつのCrazy」（編曲）
  - 「恋があるから世の中です」（編曲）
  - 「Harlem River Drive」（編曲）
  - 「Theme of 012」（作曲・編曲）
  - 「Possession Possession」（編曲）
  - 「言えばよかった」（編曲）
  - 「世界は僕の足の下」（作曲・編曲）
  - 「It's a wonderful world.」（編曲）
  - 「Jazz」（編曲）
  - 「Love loser」（編曲）
  - 「gift」（編曲）
  - 「やりたい放題」（編曲）
  - 「月に背いて」（作曲）
  - 「君の色が必要さ」（編曲）

- J-FRIENDS
  - 「ALWAYS (A SONG FOR LOVE)」（編曲）

- V6
  - V6
    - 「愛なんだ」（編曲）
    - 「キセキのはじまり」（編曲）
    - 「DIVE」（編曲）
    - 「明日の傘」（編曲）
    - 「タカラノイシ」（編曲）
    - 「ボクラノオト」（編曲）
    - 「涙のアトが消える頃」（編曲）
    - 「Sky's The Limit」（共作曲・編曲）
    - 「Crazy Rays」（編曲）
    - 「NATURE BOY」（編曲）
    - 「Believe Your Smile (VIVA MIX)」（編曲）
    - 「IN THE WIND (B.MAY Mix)」（編曲）
    - 「愛のMelody (long long a GO! GO! MIX)」（編曲）
    - 「never」（編曲）
    - 「Cloudy sky」（編曲）

  - 20th Century
    - 「光り射す場所へ」（編曲）
    - 「クロール」（編曲）
    - 「逢いに行こう」
    - 「Traveler」（編曲）

  - Coming Century
    - 「I’M HAPPY MAN」（編曲）

- KinKi Kids
  - KinKi Kids
    - 「愛されるより 愛したい」（編曲）
    - 「元気がくたくた」（編曲）
    - 「to Heart」（編曲・プログラミング・ギター）
    - 「いつも僕は恋するんだろう」（編曲）
    - 「カナシミ ブルー」（編曲・プログラミング・ギター）
    - 「ビロードの闇」（編曲・プログラミング・ギター・キーボード）
    - 「BRAND NEW SONG」（編曲・プログラミング・ギター・キーボード）
    - 「永遠に」（編曲）
    - 「Fu Fu Fu」（編曲）
    - 「旅立ちの日」（編曲）
    - 「面影」（編曲）
    - 「キラメキニシス」（編曲）
    - 「ココロがあったんだ」（編曲）
    - 「Unlock Baby」（編曲）
    - 「Shiny」（編曲）
    - 「Distance」（編曲）
    - 「あの娘はSo Fine」（編曲）
    - 「Message」（編曲）
    - 「このまま手をつないで」（編曲）
    - 「ふらいんぐ・ぴーぷる'99」（編曲）
    - 「Misty」（編曲）
    - 「Hey! 和」（編曲）
    - 「Broken冷蔵庫」（編曲・プログラミング・ギター・キーボード）
    - 「テノヒラ」（編曲）
    - 「ダイヤモンド・ストーリー」（編曲・プログラミング・ギター・キーボード）
    - 「真冬のパンセ」（編曲）
    - 「宝石をちりばめて」（編曲）
    - 「Missing」（編曲）
    - 「同窓会」（編曲）
    - 「危険な関係」（編曲）
    - 「Cool Beauty」（編曲）
    - 「命のキセキ」（編曲）
    - 「ウタカタ」（編曲）
    - 「Rocks (M album Ver.)」（編曲）
    - 「モノクローム ドリーム」（編曲）
    - 「夜を止めてくれ」（編曲）
    - 「会いたい、会いたい、会えない。」（編曲）
    - 「Slash」（編曲）

  - 堂本光一
    - 「UNBREAKABLE」（編曲）
    - 「妖 〜あやかし〜」（編曲）
    - 「Spica」（編曲）
    - 「Fallen Angel」（編曲）

- トラジ・ハイジ
  - 「ファンタスティポ」（編曲・プログラミング・ギター・キーボード）

- 嵐
  - 「SUNRISE日本」（編曲）
  - 「明日に向かって吠えろ」（編曲）
  - 「感謝カンゲキ雨嵐」（編曲）
  - 「OK! ALL RIGHT! いい恋をしよう」（編曲）
  - 「時代」（編曲）
  - 「恋はブレッキー」（編曲）
  - 「PIKA☆NCHI」（編曲）
  - 「ハダシの未来」（編曲）
  - 「瞳の中のGalaxy」（編曲）
  - 「Hey Hey Lovin' You」（編曲）
  - 「WISH」（編曲）
  - 「春風スニーカー」（編曲）
  - 「もっと、いまより」（編曲、BJ Khan名義）
  - 「誰も知らない」（共作曲・共編曲、BJ Khan名義）
  - 「DANGAN-LINER」（編曲）
  - 「Deepな冒険」（編曲）
  - 「IROあせないで」（編曲）
  - 「テ・アゲロ」（編曲）
  - 「Once Again」（編曲）
  - 「Rock Tonight」（編曲、BJ Khan名義）
  - 「FUNKY」（共作曲・編曲、BJ Khan名義）
  - 「Tears」（編曲、BJ Khan名義）
  - 「僕らがつないでいく」（編曲、BJ Khan名義）

- タッキー&翼
  - タッキー&翼
    - 「卒業 〜さよならは明日のために〜」（編曲）
    - 「One Day, One Dream」（編曲）
    - 「未来航海」（編曲）
    - 「Venus」（編曲）
    - 「Ho! サマー」（編曲）
    - 「Crazy Rainbow」（編曲）
    - 「SAMURAI」（編曲）
    - 「恋詩 -コイウタ-」（編曲）
    - 「愛はタカラモノ」（編曲）
    - 「時間旅行Second!」（編曲）
    - 「時間旅行」（編曲）
    - 「True Heart」（編曲）
    - 「キ・セ・キ」（編曲）
    - 「愛 Check it!」（編曲）
    - 「Diamond」（編曲）
    - 「Two You Four You」（編曲）
    - 「返せない傘を借りた」（編曲）

  - 滝沢秀明
    - 「愛・革命」（編曲）
    - 「WITH LOVE」（編曲）
    - 「シャ・ラ・ラ」（編曲）
    - 「ヒカリひとつ」（編曲）

- NEWS
  - 「LIVE」（JIN、nishi-kenと共編曲）
  - 「チャンカパーナ」（編曲）
  - 「ポコポンペコーリャ」（編曲）
  - 「渚のお姉サマー」（編曲）
  - 「KAGUYA」（編曲）
  - 「チュムチュム」（編曲）
  - 「NYARO」（編曲）
  - 「EMMA」（編曲）
  - 「UFO」（編曲）
  - 「トップガン」（ブラス&ストリングスアレンジ）
  - 「チンチャうまっか」（編曲）
  - 「三銃士」（編曲）

- テゴマス
  - 「音色」（編曲）
  - 「キミ+ボク=LOVE?」（編曲）
  - 「猟奇的ハニー」（編曲）

- 関ジャニ∞
  - 「F・T・O」（編曲）
  - 「イッツ マイ ソウル」（編曲）
  - 「ワッハッハー」（編曲）
  - 「torn」（編曲）
  - 「一秒 KISS」（編曲）
  - 「アカイシンキロウ」（編曲）
  - 「ギガマジメ我ファイト」（編曲）
  - 「泣かないで 僕のミュージック」（編曲）

- KAT-TUN
  - 「Real Face」（編曲）
  - 「HEARTBREAK CLUB」（編曲）
  - 「YOU」（編曲）
  - 「RHODESIA」（作曲・編曲）
  - 「RUSH OF LIGHT」（編曲）
  - 「Believe it」（編曲）
  - 「GO AHEAD」（編曲）
  - 「Lily」（編曲）
  - 「UPDATE」（編曲）

- 山下智久
  - 「SUMMER NUDE '13」（OKAMOTO'Sと共編曲）
  - 「サンタマリア」（編曲）

- Hey! Say! JUMP
  - 「Ultra Music Power」（編曲）
  - 「Star Time」（編曲）
  - 「Dreams come true」（編曲）
  - 「Beat Line」（編曲）
  - 「New Hope 〜こんなに僕らはひとつ」（編曲）
  - 「愛すればもっとハッピーライフ」（編曲）
  - 「明日へのYELL」（編曲）
  - 「キミアトラクション」（共作曲・編曲）
  - 「INFINITY」（編曲）
  - 「つなぐ手と手」（編曲）
  - 「人力飛行機」（編曲）

- Kis-My-Ft2
  - Kis-My-Ft2
    - 「S.O.KISS」（編曲）
    - 「若者たち」（編曲）
    - 「We never give up!」（編曲）
    - 「Love is you」（編曲）
    - 「Deep your voice」（編曲）
    - 「WANNA BEEEE!!!」（共作曲・編曲）
    - 「運命Girl」（共作曲・編曲）
    - 「S.O.S (Smile On Smile)」（共作曲・編曲）
    - 「keep on smile」（羽場仁志、ヒロイズムと共作曲）
    - 「キミとのキセキ」（編曲）
    - 「Perfect World」（共作曲・編曲）
    - 「Kiss魂」（編曲）
    - 「Gravity」（編曲）
    - 「全力ファイター」（編曲）
    - 「赤い果実」（編曲）
    - 「Girl is mine」（共作曲・編曲）
    - 「Catch & Go!!」（共作曲・編曲）
    - 「Take Over」（Sean Alexander、Steven Leeと共編曲）
    - 「祈り」（編曲）
    - 「Catch Love」（編曲）
    - 「Brand New Season」（編曲）
    - 「Brand New World」（編曲）
    - 「FOLLOW」（編曲）
    - 「"5th" Overture」（作曲・編曲）
    - 「YES! I SCREAM」（編曲）
    - 「レッツゴー!!」（編曲）
    - 「Mr.Star Light」（編曲）
    - 「Tequila! -テキーラ-」（編曲）
    - 「ETERNAL MIND」（共作曲・共編曲）

  - 北山宏光・藤ヶ谷太輔
    - 「FIRE!!!」（共作曲・編曲）
    - 「REAL ME」（編曲）

  - 玉森裕太・宮田俊哉
    - 「BE LOVE」（編曲）

- Sexy Zone
  - 「Sexy Zone」（編曲）
  - 「風をきって」（編曲）
  - 「レディ・スパイシー」（編曲）
  - 「よびすて」（編曲）
  - 「ROCK THA TOWN」（編曲）
  - 「ぎゅっと」（編曲）
  - 「秘密のシェア」（編曲）
  - 「Celebration!」（共作曲・編曲）
  - 「XYZ（Introduction）」（作曲・編曲）
  - 「PEACH!」（編曲）
  - 「すっぴんKISS」（編曲）
  - 「いつまでもいつまでも」（作曲）
  - 「Honey Honey」（編曲）
  - 「TOGETHER」（編曲）
  - 「恋のモード」（編曲）
  - 「タイムトラベル」（編曲）
  - 「Bad Girl」（編曲）
  - 「LET'S MUSIC」（ブラスアレンジ）
  - 「Prism」（編曲）
  - 「人生遊戯」（編曲）
  - 「because」（編曲）

- A.B.C-Z
  - 「忘年会!BOU!NEN!KAI!」（編曲）
  - 「Black Sugar」（編曲）
  - 「Nothin' but funky」（編曲）
  - 「Graceful Runner」（編曲）
  - 「ペルソナ・ゲーム」（編曲）
  - 「パイアール。」（編曲）
  - 「灯」（編曲）
  - 「Appale」（編曲）
  - 「どこまでHappy!!!」（共作曲・編曲）
  - 「Fantastic Ride」（編曲）
  - 「テレパシーOne! Two!」（編曲）
  - 「Burn ハート」（編曲）
  - 「Man and Woman」（編曲）
  - 「GAME OVER!!!」（編曲）
  - 「Oh! Teacher」（編曲）
  - 「BRAND NEW LEGEND」（編曲）
  - 「君じゃなきゃだめなんだ」（編曲）
  - 「Red Bee」（編曲）

- 中山優馬
  - 「Get Up!」（共作曲・編曲）
  - 「YOLO moment」（編曲）
  - 「In The Name of LOVE」（共作曲・編曲）

- ジャニーズWEST
  - ジャニーズWEST
    - 「ええじゃないか」（編曲）
    - 「バンザイ夢マンサイ!」（編曲）
    - 「for now and forever」（編曲）
    - 「ズンドコ パラダイス」（編曲）
    - 「青春ウォーーー!!」（編曲）
    - 「逆転Winner」（編曲）
    - 「CHO-EXTACY」（編曲）
    - 「PARTY MANIACS」（編曲）
    - 「Criminal」（共作曲・編曲）
    - 「one chance」（編曲）
    - 「Ya! Hot! Hot!」（編曲）
    - 「Evoke」（編曲）
    - 「プリンシパルの君へ」（編曲）
    - 「アメノチハレ」（編曲）
    - 「アカツキ」（編曲）
    - 「ホメチギリスト」（編曲）
    - 「傷だらけの愛」
    - 「Go Low Low」（編曲）
    - 「おい仕事ッ!」（編曲）
    - 「We Can!!」（編曲）

  - 重岡大毅
    - 「サラリーマンの父さん」（編曲）

- King & Prince
  - 「Funk it up」（編曲）
  - 「High On Love!」（作曲・編曲）
  - 「Super Duper Crazy」（編曲）
  - 「Happy Holy Night」（編曲）
  - 「花束」（編曲）
  - 「My Fair Lady」（編曲）
  - 「明日は明日の風が吹く」（編曲）
  - 「That's Entertainment」（編曲）

- なにわ男子
  - 「マジック」（編曲）
  - 「ありがとう心から」（編曲）

- Aぇ! group
  - 「Party-Aholic」（共作曲・編曲）

- HiHi Jets
  - 「Hi Hi Let's go now」（編曲）

- ジュニア
  - 「勇気100%」（編曲）

### アニメソング
マクロスシリーズ
- マクロスFB7 オレノウタヲキケ!
  - 「娘々FIRE!! 〜突撃プラネットエクスプロージョン」（編曲）

忍たま乱太郎（第30シリーズ）
- 「勇気100%」（編曲）

はなかっぱ
- 「イチカバチカ」（編曲）

## 番組出演
- ぽっぷん王国 - RCCラジオ・金曜深夜ローカル枠
- 朝まで夜っテレビ・テレビ新広島土曜深夜番組

## メンバー
- 長原裕三 - ヴォーカル
- CHOKKAKU - ギター
- BASAMI - ベース
- 矢野正裕 - ドラムス
- 佐藤剛 - キーボード

### ディスコグラフィ

#### シングル
- GINA GINA（1990年2月21日発売）
  1. GINA GINA タイアップ：大塚化学「らくらくタンス」CMソング[3]
  2. COLD BLOOD
- Temptation（1990年7月1日発売）
  1. Temptation
  2. Dance With The Shadow
  3. Temptation（オリジナル・カラオケ）
  4. Dance With The Shadow（オリジナル・カラオケ）

#### アルバム
- COLD BLOOD（1990年3月21日発売）
  1. COLD BLOOD
  2. Hot Shot
  3. GINA GINA
  4. Dance With The Shadow
  5. お願いMr.Bross
  6. Rose & The Moon
  7. One Shot Lover
  8. Temptation
  9. 夢でいいのかい
  10. Goddess Of Shuffle